# Pałac w Mirosławicach
Pałac w Mirosławicach – obiekt wybudowany w początkach XIX wieku w Mirosławicach.

## Historia
Pałac jest piętrowy zbudowany w 1806 w stylu klasycyzmu, przebudowany na początku XX w. Fasady zdobione płaskorzeźbami gryfów. Zabytek jest częścią zespołu pałacowego, w skład którego wchodzi jeszcze park o powierzchni 2,5 hektara. Obiekt jest własnością prywatną.